# Paleis Soestdijk

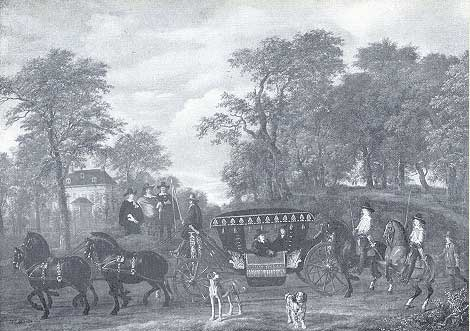
Cornelis de Graeff te Soestdijk

Paleis Soestdijk is een voormalig koninklijk paleis in de Nederlandse plaats Baarn. Het oorspronkelijk zeventiende-eeuwse gebouw is genoemd naar de 'Zoesdijc' waaraan het gelegen was. Van 1937 tot 2004 was het de residentie van kroonprinses en later koningin Juliana der Nederlanden (1909-2004) en haar echtgenoot prins Bernhard van Lippe-Biesterfeld (1911-2004). Vanaf eind 1970 tot in 2017 was het eigendom van de Staat der Nederlanden.

## Geschiedenis

### Jachtslot
Rond 1650 liet Cornelis de Graeff, een van de burgemeesters van Amsterdam, aan de weg tussen Baarn en Soest (de 'Zoesdijc') een buitenverblijf bouwen: 'de Hofstede aen Zoestdijck'. De Graeff was in die jaren 1655-1660 druk bezig met de opvoeding van Willem III van Oranje (1650-1702), zo blijkt uit zijn te Soestdijk geschreven brieven aan de Staten-Generaal en Johan de Witt.
In 1674 verkocht zijn zoon Jacob de hofstede Soestdijk met de omringende landerijen aan prins Willem III van Oranje, toen inmiddels stadhouder. De hofstede werd vermoedelijk tussen 1674 en 1678 in opdracht van Willem III uitgebouwd tot een jachtslot naar ontwerpen van Maurits Post, zoon van Pieter Post.
Toen Willem III en koningin Maria II van Engeland in 1684 het jachtslot Het (oude) Loo verwierven, liet het paar daarnaast een nieuw jachtverblijf bouwen, het latere Paleis Het Loo. Soestdijk werd daardoor niet meer zo vaak gebruikt.
Nadat Willem III in 1702 kinderloos overleed, erfde de stadhouder van Friesland, Johan Willem Friso, Soestdijk. Na diens overlijden in 1711 woonden zijn vrouw en zijn zoon, de latere stadhouder Willem IV, in de zomer op Soestdijk. Willem IV overleed in 1751 en zijn vrouw en zoon bleven 's zomers op Soestdijk wonen. Vermoedelijk door zijn plotselinge overlijden bleef het ontwerp voor vergroting dat David van Stolk een jaar eerder had gemaakt onuitgevoerd.
In 1787 kwam het bij Soestdijk tot een handgemeen tussen patriotten en Oranjegezinden, waarbij een dode (Christoffel Pullmann) en enkele gewonden vielen. De Staten van Utrecht beloonden de officieren van de wacht met een bijzondere gouden of zilveren beloningspenning.
Tijdens de Bataafse Revolutie en de daaropvolgende Franse inval werd Paleis Soestdijk in 1795 door de Franse Republiek als oorlogsbuit in beslag genomen en vervolgens aan het Nederlandse volk geschonken. De Bataafse Republiek bevestigde deze schenking in 1796. In 1799 werd het verhuurd en bestemd tot logement.

### Koninklijk paleis
Koning Lodewijk Napoleon, de broer van de Franse keizer Napoleon Bonaparte, nam het paleis in 1806 in gebruik en liet een kleine uitbreiding aan het paleis bouwen. Verder werd het uitgewoonde gebouw op bescheiden schaal heringericht. Ook liet hij de gevels pleisteren en de vensters vergroten. In diezelfde tijd liet hij ook het omringende park herinrichten. Hij gebruikte het tot 1810, daarna werd het een van de paleizen van Napoleon, die Nederland dat jaar deel van het Franse Keizerrijk maakte.
Na het herstel van de Nederlandse onafhankelijkheid in 1813 bleef het paleis enige tijd marginaal beheerd. Het werd na de oprichting van het Verenigd Koninkrijk der Nederlanden in 1815 op voorstel van de Staten-Generaal uit naam van het Nederlandse volk cadeau gedaan aan kroonprins Willem, de latere koning Willem II (1792-1849). Het was bedoeld als huldeblijk voor zijn inspanningen in de veldslagen bij Quatre Bras en Waterloo in juni 1815 waarbij hij aan zijn schouder gewond raakte.

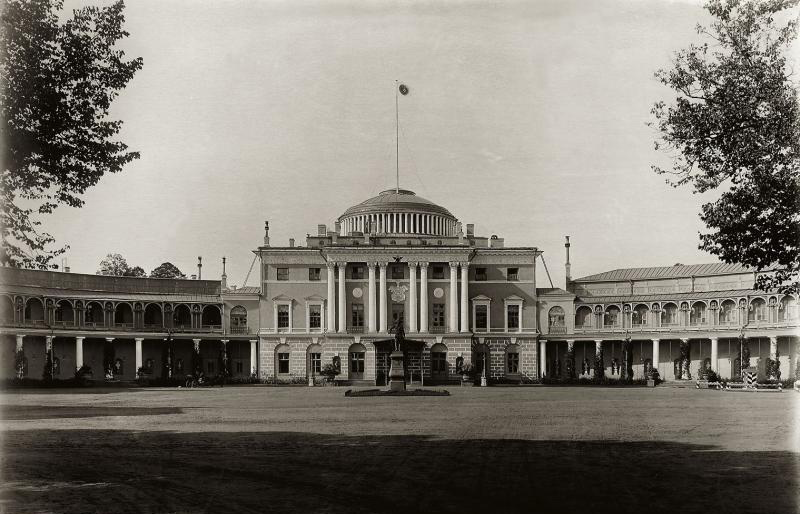
Tsarenpaleis in Pavlovsk bij Sint-Petersburg waarop de vleugels geïnspireerd zijn.

Het paleis werd door Jan de Greef en Zeger Reyers tussen 1816 en 1822 uitgebreid met twee vleugels aan weerszijden van het hoofdgebouw met kenmerkende halfronde colonnades geïnspireerd op het tsarenpaleis in Pavlovsk in Rusland, het geboorteland van Willems echtgenote Anna Paulowna (1795-1865). De vleugels werden bekend onder naam Soestervleugel aan de linkerkant gezien vanaf de voorkant, en de Baarnse vleugel aan de rechterzijde. Het paleis werd 's zomers vaak bewoond door Willem II en zijn echtgenote, die het opnieuw inrichtte.
Drie van de kinderen van Willem en Anna (Alexander, Hendrik en Ernst Casimir) werden op Soestdijk geboren. Soestdijk was een plaats voor ontspanning. In de zomers liet Willem zijn zonen exerceren op het gazon en kleine kanonnetjes afschieten die hij speciaal voor hen had laten maken. Later gingen ze er jagen onder toezicht van hofarts Everard. Willem II zelf was geen groot jachtliefhebber. In het park hadden de drie zonen hun eigen jachthuisjes en prinses Sophie een eigen boerderij. Na het overlijden van Willem II in 1849 kocht Anna Paulowna (die niet wilde dat het paleis de familie zou verlaten) Soestdijk uit de met schulden beladen boedel. Ze richtte het paleis in ter nagedachtenis aan haar overleden echtgenoot (zoals in de Waterloozaal) en zoon Alexander. Alexanders jachthuisje werd haar Russisch-orthodoxe kapel.
Toen Anna in 1865 overleed, ging het paleis over op haar zoon Hendrik. Deze was stadhouder van Luxemburg, maar gebruikte zijn stadspaleis Lange Voorhout in Den Haag als Nederlands pied-à-terre en Paleis Soestdijk als zomerresidentie. Hendrik liet de inrichting van Soestdijk, waaronder de kamers van zijn moeder, grotendeels ongemoeid. Wel verkocht hij in 1874 een deel van het grondgebied voor de aanleg van een spoorweg. In ruil hiervoor zou Soestdijk een spooraansluiting krijgen. Hiervan was Hendriks broer, koning Willem III, echter niet gediend. 'Z.K.H. leeft in een zeer heilzame (?) vrees voor Z.M. en die vrees is nog onlangs weder opgescherpt toen de Koning zeer verbolgen was dewijl men den Prins een zijtak van den Oosterspoorweg naar Soestdijk had beloofd terwijl nog niemand er aan had gedacht des Konings buitenverblijf het Loo op dezelfde wijze met een spoorweg in verbinding te brengen. De arme Prins moet toen un mauvais quart d'heure hebben doorgebracht', schreef minister van Oorlog August Willem Philip Weitzel daarover. Uiteindelijk kreeg Soestdijk pas een spooraansluiting na de dood van Hendrik, toen het paleis en domein op koning Willem III waren vererfd.
Koning Willem III verbleef liever op Paleis Het Loo dan op Soestdijk. Zijn weduwe, koningin-moeder Emma (1858-1934) erfde het domein en paleis van haar man in 1890. Ze ging er na zijn overlijden toe over afwisselend de zomers door te brengen op Soestdijk en Het Loo. Toen bij het huwelijk van koningin Wilhelmina in 1901 de hofhoudingen van moeder en dochter werden gescheiden, ging Emma Paleis Soestdijk gebruiken als vast zomerverblijf. Dit bleef zo tot haar dood in 1934. Er werden in het paleis enkele kleine vernieuwingen aangebracht, zoals de aanleg van elektrische bedrading. Verder werden er twee kleedkamers op de eerste verdieping van het hoofdgebouw aangebouwd. De colonnades werden met glas bedekt, zodat het paleis ook buiten de zomer gebruikt kon worden.

### Juliana en Bernhard

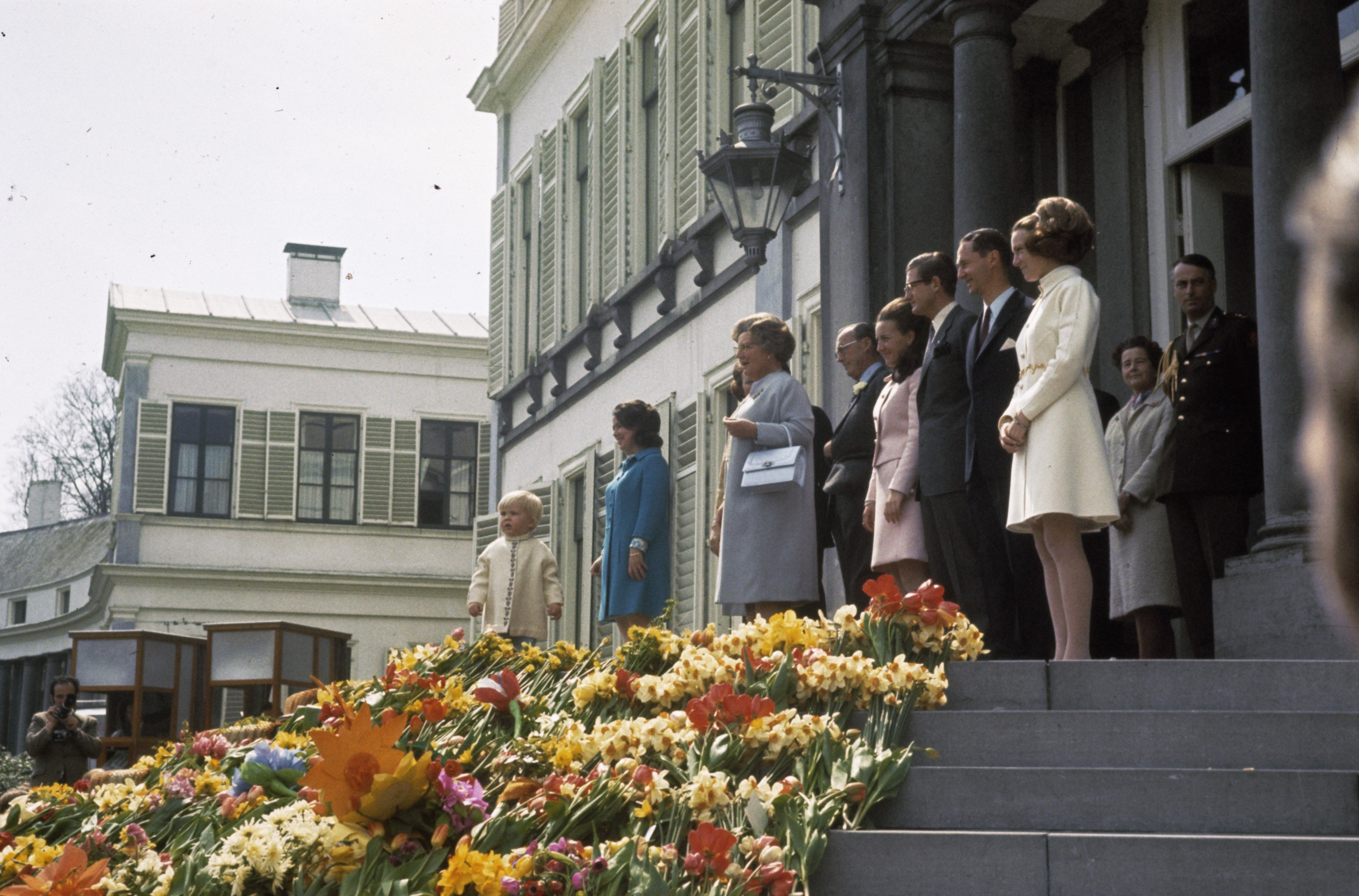
Jaarlijkse defilé voor het paleis op Koninginnedag tijdens de regeerperiode van Juliana

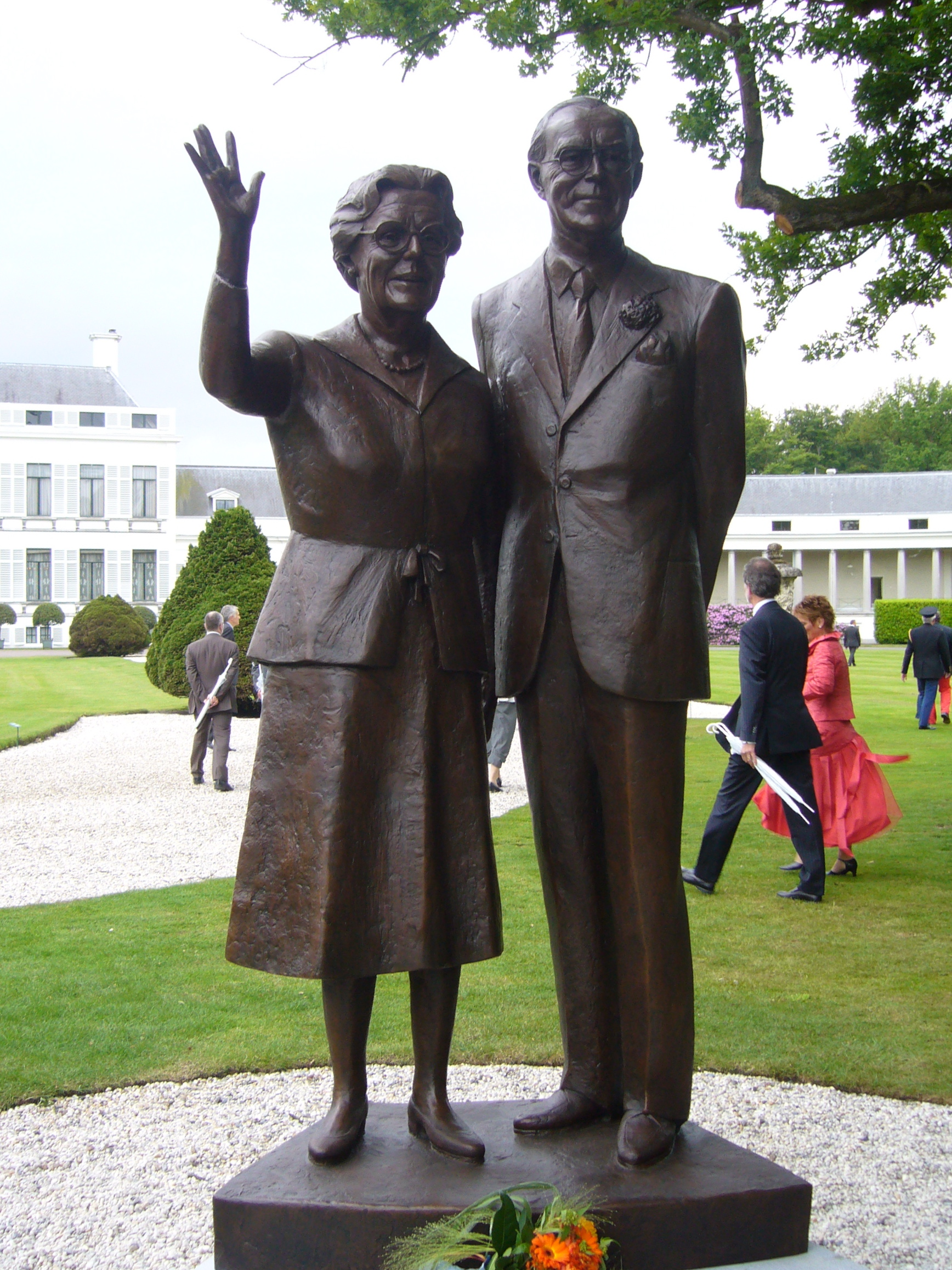
Het beeld van Juliana en Bernhard gemaakt door Kees Verkade

Emma liet het domein en paleis na haar overlijden na aan haar enig kind Wilhelmina. Ze werden bij Emma's overlijden in 1934 getaxeerd op een gezamenlijke waarde van 790.000 gulden. Na de dood van Emma werd het paleis verbouwd om - zo bleek - als permanente woning te dienen voor Juliana en Bernhard. De grootschalige verbouwing, het nationale huwelijksgeschenk voor hen beiden, gebeurde met name aan de Baarnse vleugel. Er werd een grotendeels ondergrondse bioscoopzaal aangebouwd. Verder kwam er in het souterrain een grote keuken. Op de begane grond werden werkkamers voor Juliana en Bernhard, een eetkamer, een bibliotheek en een turnzaal ingericht. De bestaande appartementen in de colonnades werden verbouwd tot vier gastenappartementen. De eerste verdieping werd uitgebreid met slaap-, bad- en kleedkamers voor Juliana en Bernhard en hun kinderen. Ook werden er vertrekken ingericht voor het personeel. Ook werd in die tijd het gehele paleis voorzien van centrale verwarming. In het park verrees een sportcomplex met paviljoen.
In 1937 betrokken Juliana en Bernhard het paleis. Voor het eerst in zijn geschiedenis werd het de permanente woning van een gezin. Hun kinderen Beatrix, Irene en Christina, met uitzondering van Margriet, werden op Soestdijk geboren.
Bij de Duitse inval in 1940 week het gezin uit naar het buitenland. Opnieuw herbergde Paleis Soestdijk buitenlandse militairen, ditmaal Duitse officieren.
Tijdens de regeerperiode van Juliana (1948-1980) maakte de koninklijke familie voornamelijk gebruik van Soestdijk en Paleis Het Loo. Paleis Soestdijk werd in 1948 officieel de hoofdresidentie van het staatshoofd en Het Loo ging dienen als buitenverblijf, waar prinses Wilhelmina ging wonen. Om als werkpaleis te kunnen dienen werden in de Soestervleugel de secretariaten van Juliana en Bernhard ondergebracht. Van de zolder tot de kelder werd nu elke vierkante meter gebruikt.
Juliana had geen voorkeur voor Paleis Het Loo als zomerverblijf, maar gebruikte Paleis Soestdijk permanent als woon- en werkpaleis. Vakantie hield zij meest in het buitenland. Zij voerde de reguliere gesprekken met de minister-president meestal op Soestdijk, totdat tijdens het premierschap van Piet de Jong op diens verzoek voor Paleis Huis ten Bosch werd gekozen. Bij hoge uitzondering hield zij kantoor op Paleis Lange Voorhout of ontving zij hoge gasten en diplomaten op Paleis Huis ten Bosch. Vanuit Paleis Soestdijk werden in rechtstreekse televisie-uitzendingen de verlovingen van de prinsessen bekendgemaakt. Jaarlijks werd op Koninginnedag op 30 april door vele vertegenwoordigers van de samenleving een bloemenhulde gebracht aan de jarige vorstin, het zogenaamde bloemendefilé.
Staatsbezoeken werden in de periode van Juliana zo veel mogelijk op het Paleis op de Dam in Amsterdam ontvangen. Af en toe werd gebruikgemaakt van Paleis Soestdijk, zoals in 1979 bij het officiële bezoek van de Japanse keizer Hirohito, mede omdat eind jaren zeventig de paleizen Het Loo, Noordeinde en Huis ten Bosch alle in restauratie waren.
In de jaren zestig en zeventig vonden er enkele verbouwingen plaats, waarbij het paleis werd uitgebreid met een zonnekamer en een inpandig zwembad.
Tijdens de periode van het kabinet-Marijnen (1963-1965) waren er al plannen dat de Staat der Nederlanden Paleis Soestdijk zou aankopen, dit vanwege de hoge onderhoudskosten. In 1967 bedroegen die bijvoorbeeld 450.000 gulden. Uiteindelijk wilde de overheid gedurende de kabinetsperiode van minister-president De Jong (1967-1971) definitief overgaan tot de aankoop van het paleis met omliggende gronden. Er deden bedragen de ronde dat het paleis met 70-75 hectare grond een waarde zou hebben van tien tot twintig miljoen gulden. Het kabinet zag er vanwege te verwachten publieke kritiek tegenop om dergelijke bedragen op tafel te leggen. Volgens het ministerie van Financiën had het paleis vanwege de hoge onderhoudskosten zelfs een negatieve waarde en adviseerde niet hoger te bieden dan één tot drie miljoen gulden. De Jong wilde niet verder gaan dan één miljoen gulden. Juliana vroeg eind oktober 1967 3,3 miljoen gulden. Daarop werd besloten tot een bindende taxatie. Die kwam in september 1970 uit op 4,29 miljoen gulden. Uiteindelijk werd Paleis Soestdijk eind 1970 voor een bedrag van exact 4,2 miljoen gulden verkocht aan de Staat der Nederlanden. Tegelijkertijd werd vastgelegd dat Juliana en Bernhard ook na het aftreden van Juliana als koningin in het paleis konden blijven wonen.
Per 1 januari 1971 werd Paleis Het Loo niet langer aan de Kroon ter beschikking gesteld. Paleis Soestdijk werd vanaf die datum een van de drie aan de Kroon ter beschikking gestelde paleizen.
Kasteel Het Oude Loo werd na restauratie aan de koninklijke familie verhuurd. Alle officiële koninklijke paleizen vallen sindsdien onder de Rijksgebouwendienst. Paleis Huis ten Bosch, Paleis Noordeinde en het Paleis in Amsterdam zaten al in de portefeuille van de Rijksgebouwendienst en zijn voorlopers sinds de negentiende eeuw. Verder werd door het Rijk met Juliana een betere financiële regeling getroffen. Door haar werden de particuliere collecties kunst, juwelen en kunstnijverheid uit de familie Oranje-Nassau ondergebracht in 'dode hand', om zo dienstbaar te blijven aan de kroondrager. Al deze kunstwerken, sieraden en dergelijke werden in stichtingen ondergebracht die onder leiding staan van de familie. Daarnaast is een groot deel van de kunst, kunstnijverheid, stoffering en meubilering in de officiële paleizen eigendom van de staat (Rijksgebouwendienst), die via de begroting van het Ministerie van Binnenlandse Zaken en Koninkrijksrelaties elk jaar aan het Koninklijk Huis geld ter beschikking stelt voor het beheer van de roerende en onroerende paleisgoederen. De roerende zaken op Soestdijk bleven echter merendeels particulier eigendom.
In de jaren zeventig en begin jaren tachtig woonden naast Juliana en Bernhard ook de prinsessen Irene en Christina met hun gezinnen op het paleis. Voor hen werden appartementen ingericht in de Soestervleugel.
Na haar troonsafstand op 30 april 1980 bleven Juliana en Bernhard wonen in Paleis Soestdijk, waar ze in 1987 hun gouden bruiloft vierden en er voor het laatst massa's mensen langs het bordes trokken om hulde te brengen. Naarmate Juliana ouder werd, leefde zij meer teruggetrokken in Paleis Soestdijk. Zij overleed er op 20 maart 2004 en Bernhard op 1 december van hetzelfde jaar. Beiden werden op Paleis Soestdijk opgebaard. Het Koninklijk Huis heeft daarna geen behoefte meer getoond aan gebruik van het moeilijk te beveiligen paleis.
Op 19 mei 2009 onthulde koningin Beatrix in de voortuin een bronzen beeld van haar ouders, gemaakt door Kees Verkade.

### Open voor publiek

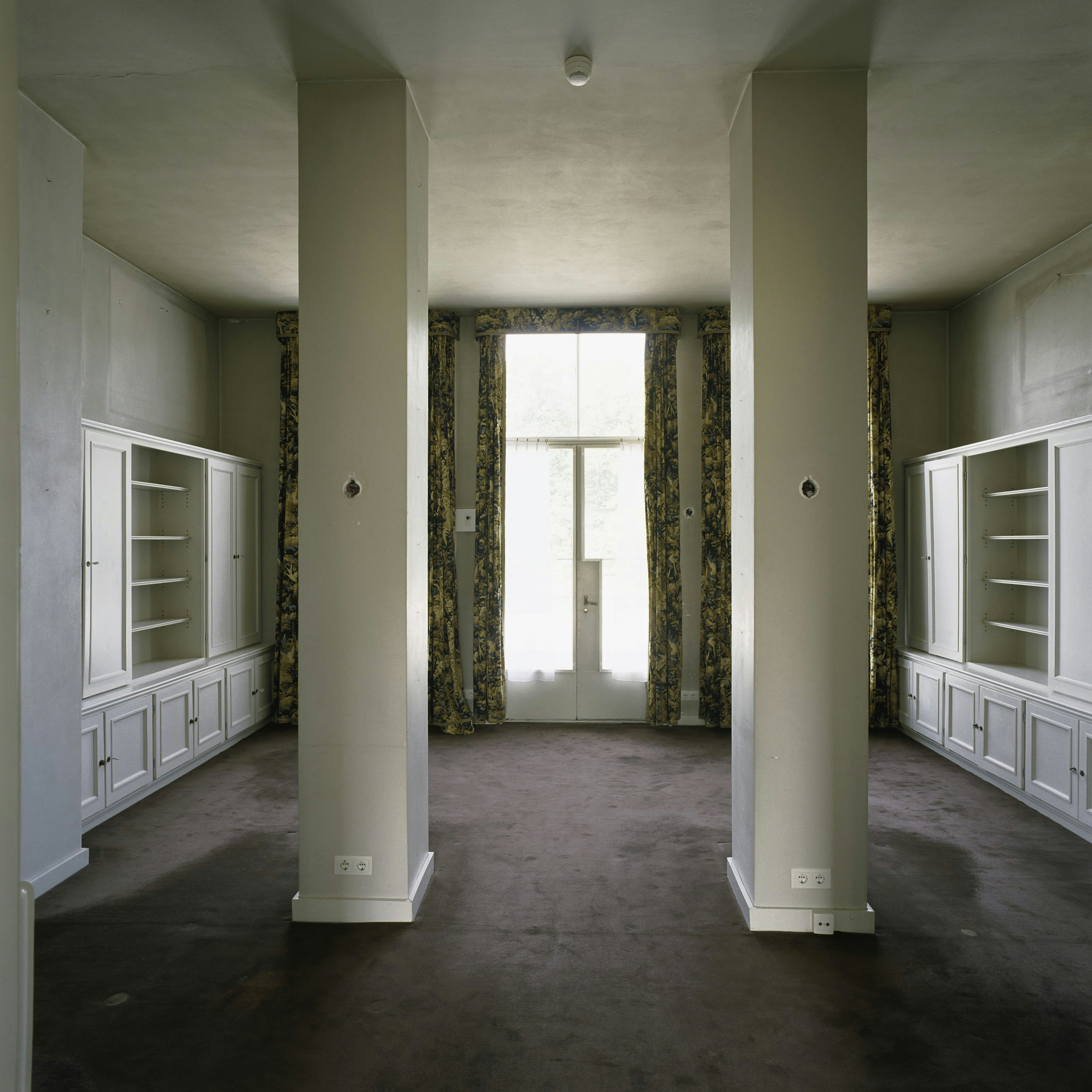
Werkkamer prins Bernhard
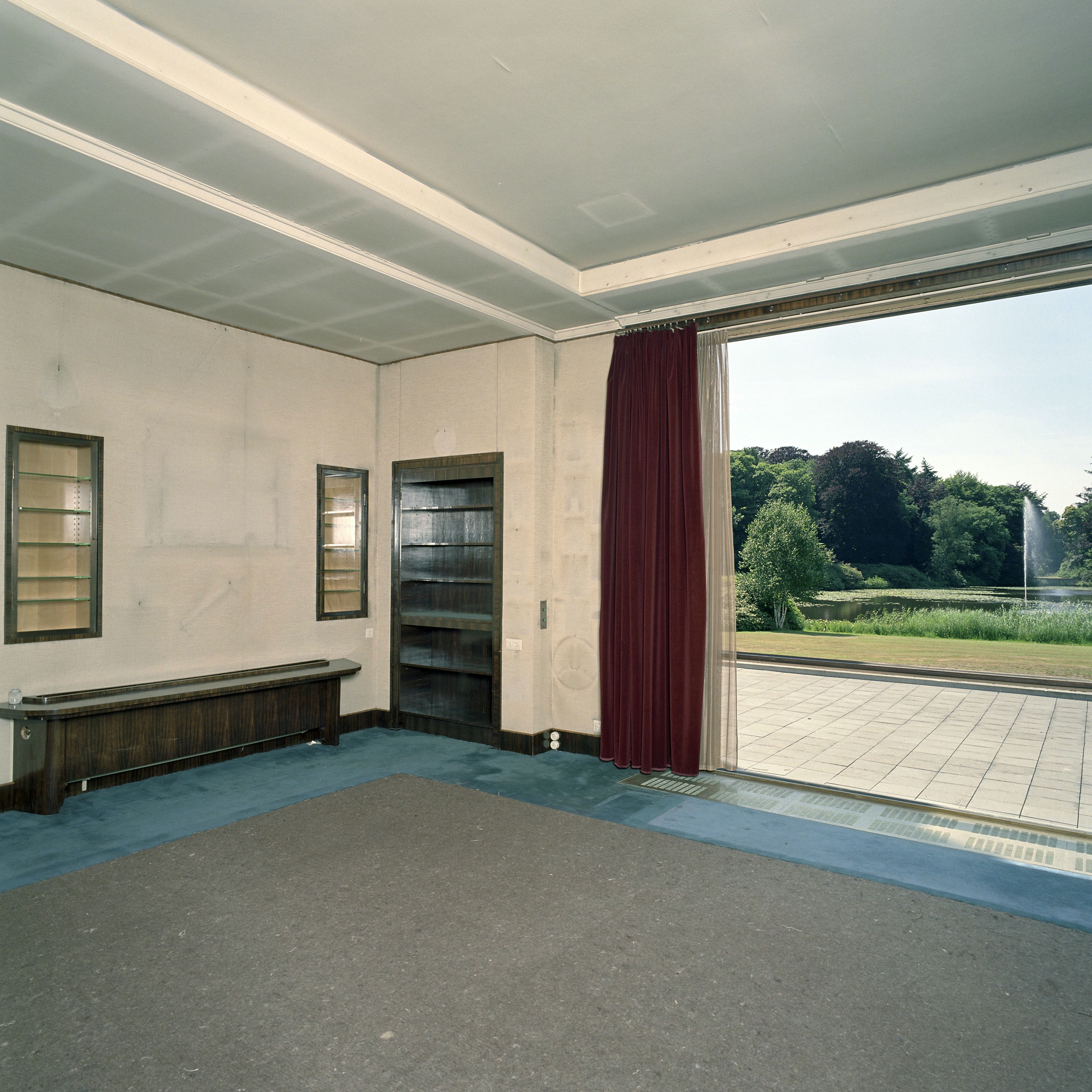
Zitkamer prins Bernhard (de Olifantenkamer)
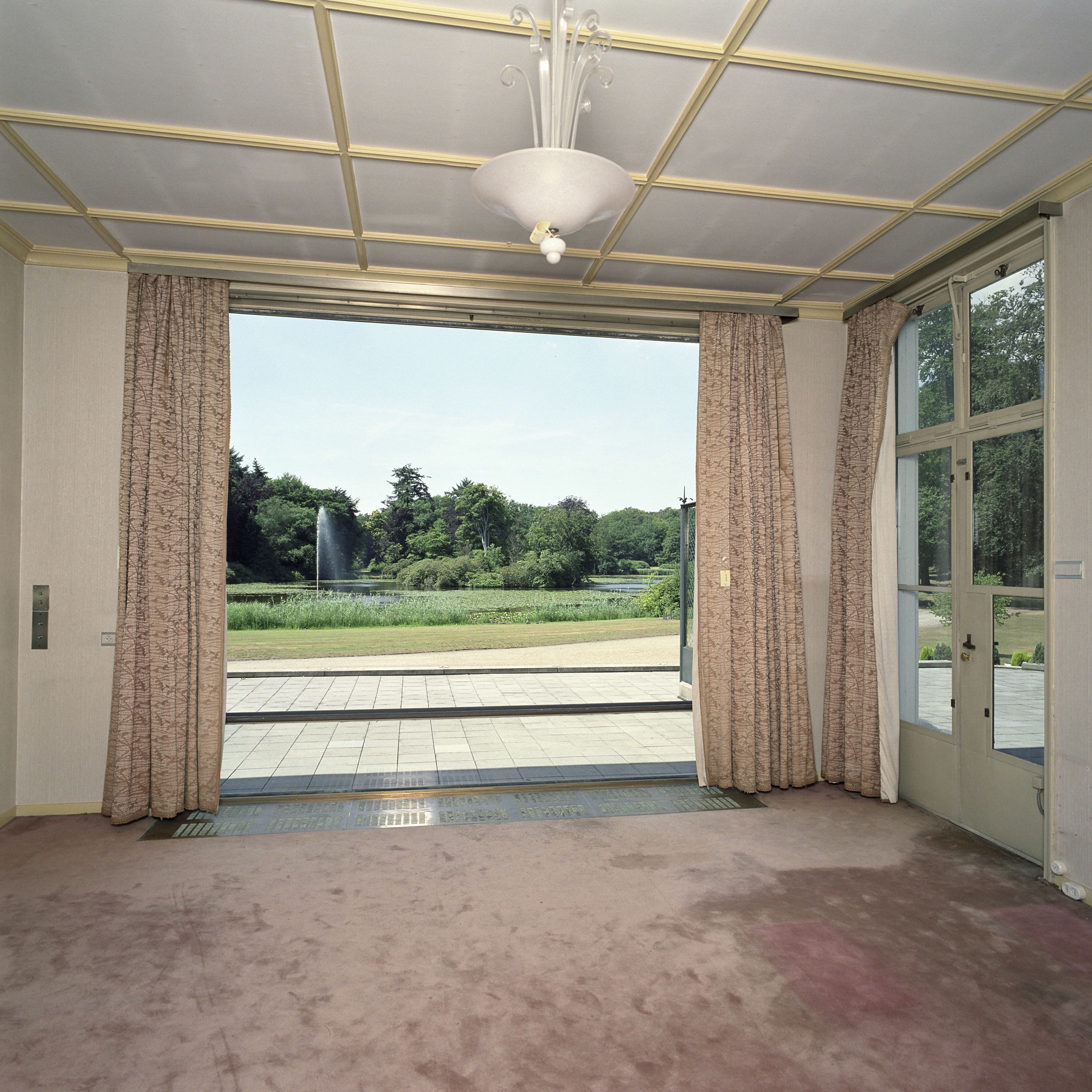
Zitkamer koningin Juliana
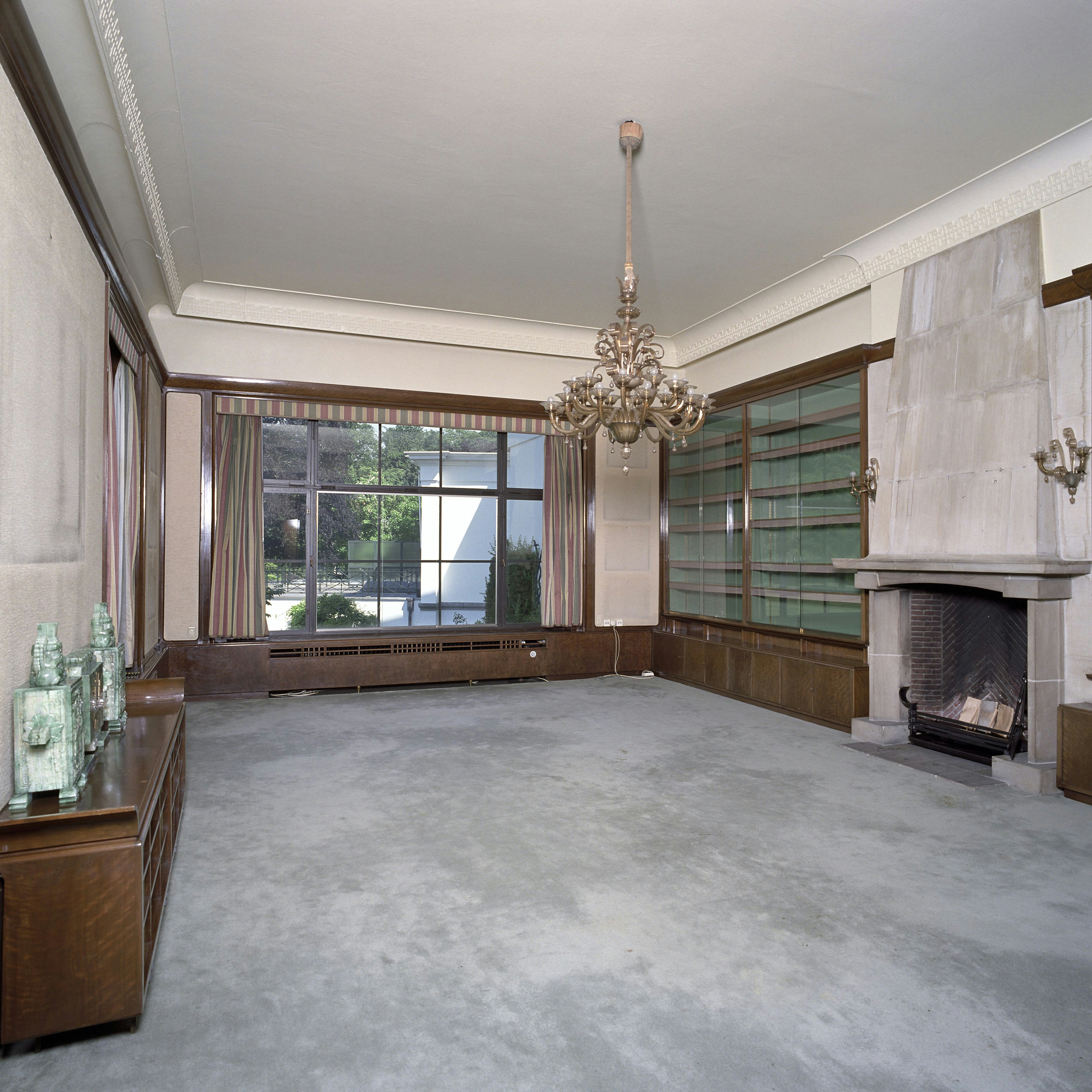
De bibliotheek
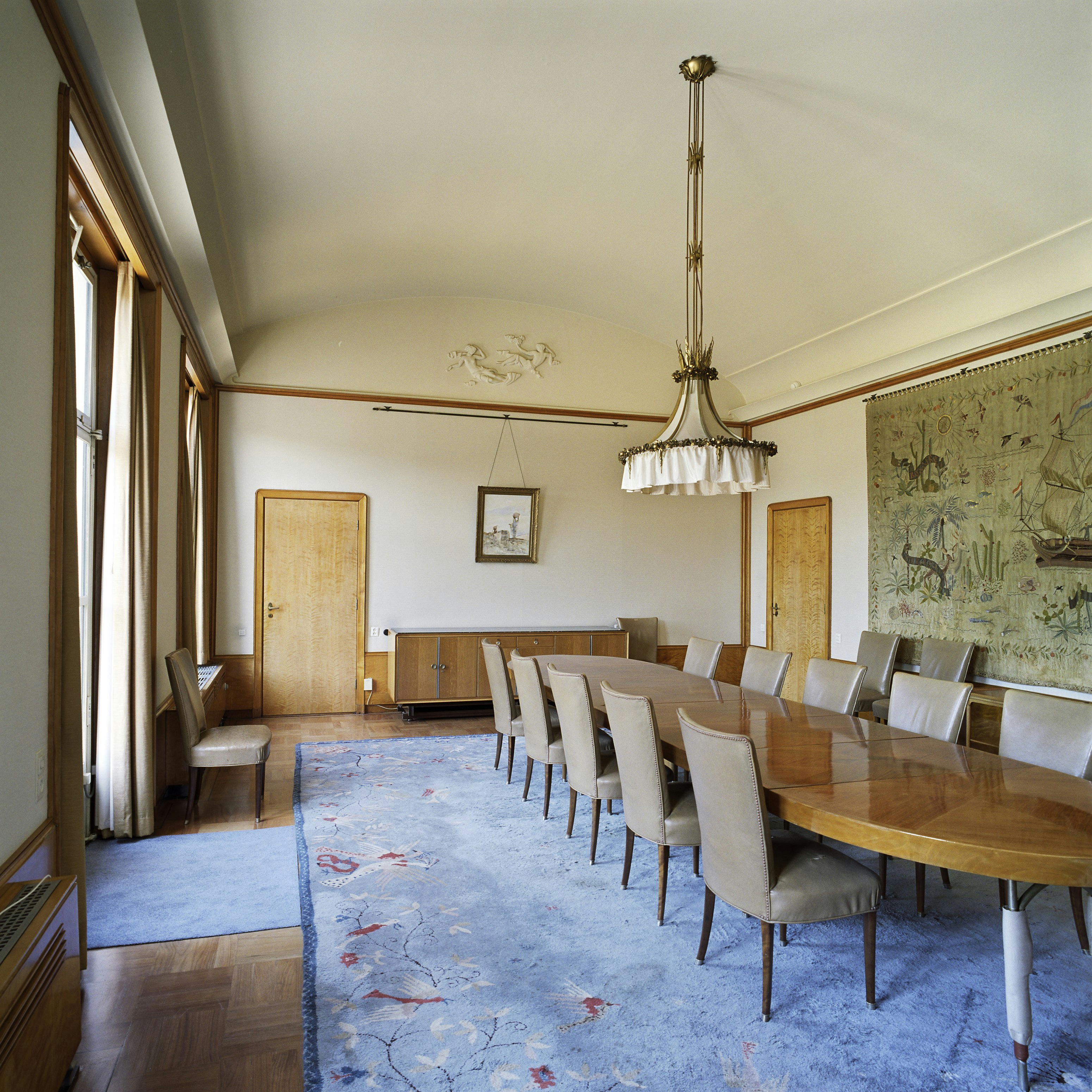
De eetkamer
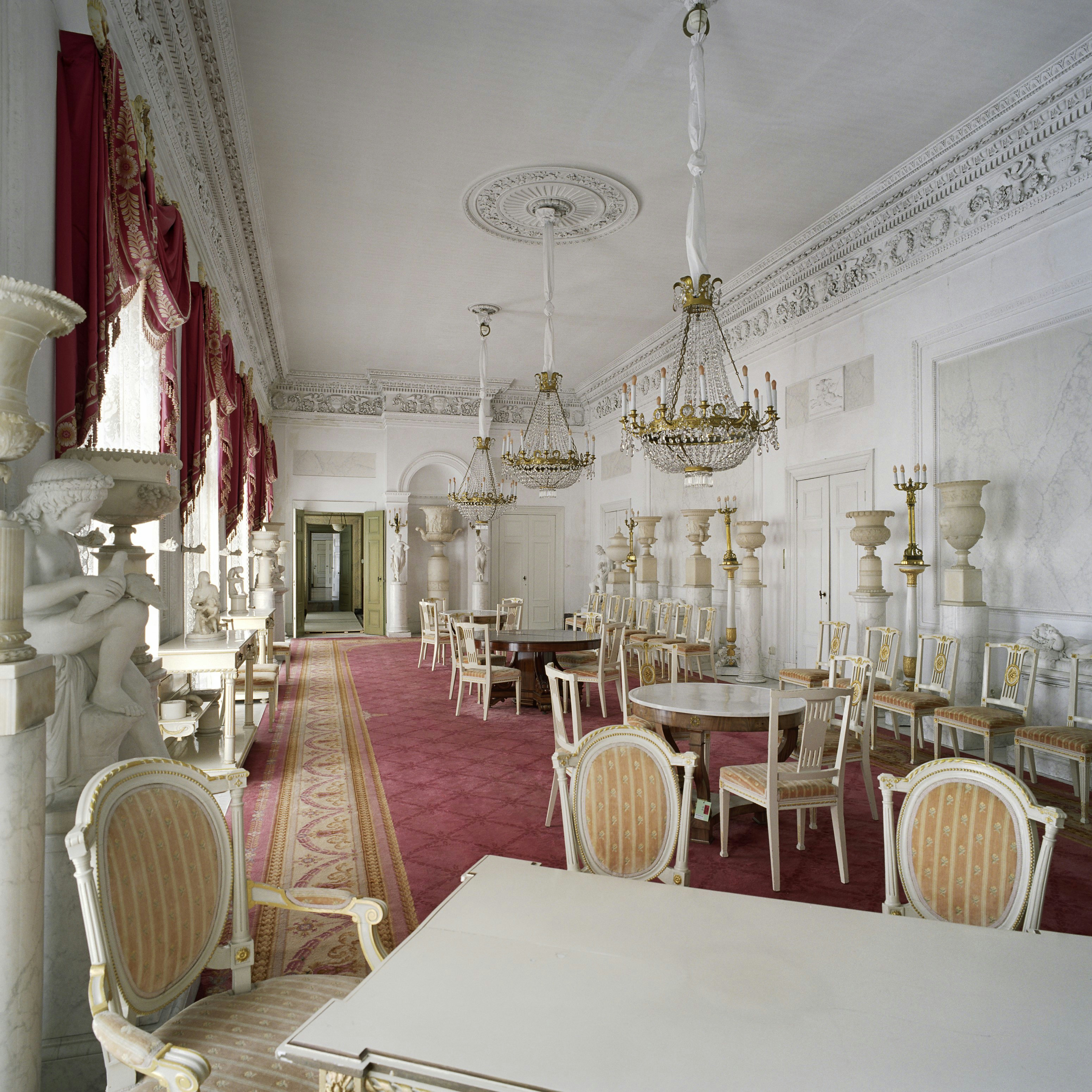
De Witte Eetzaal
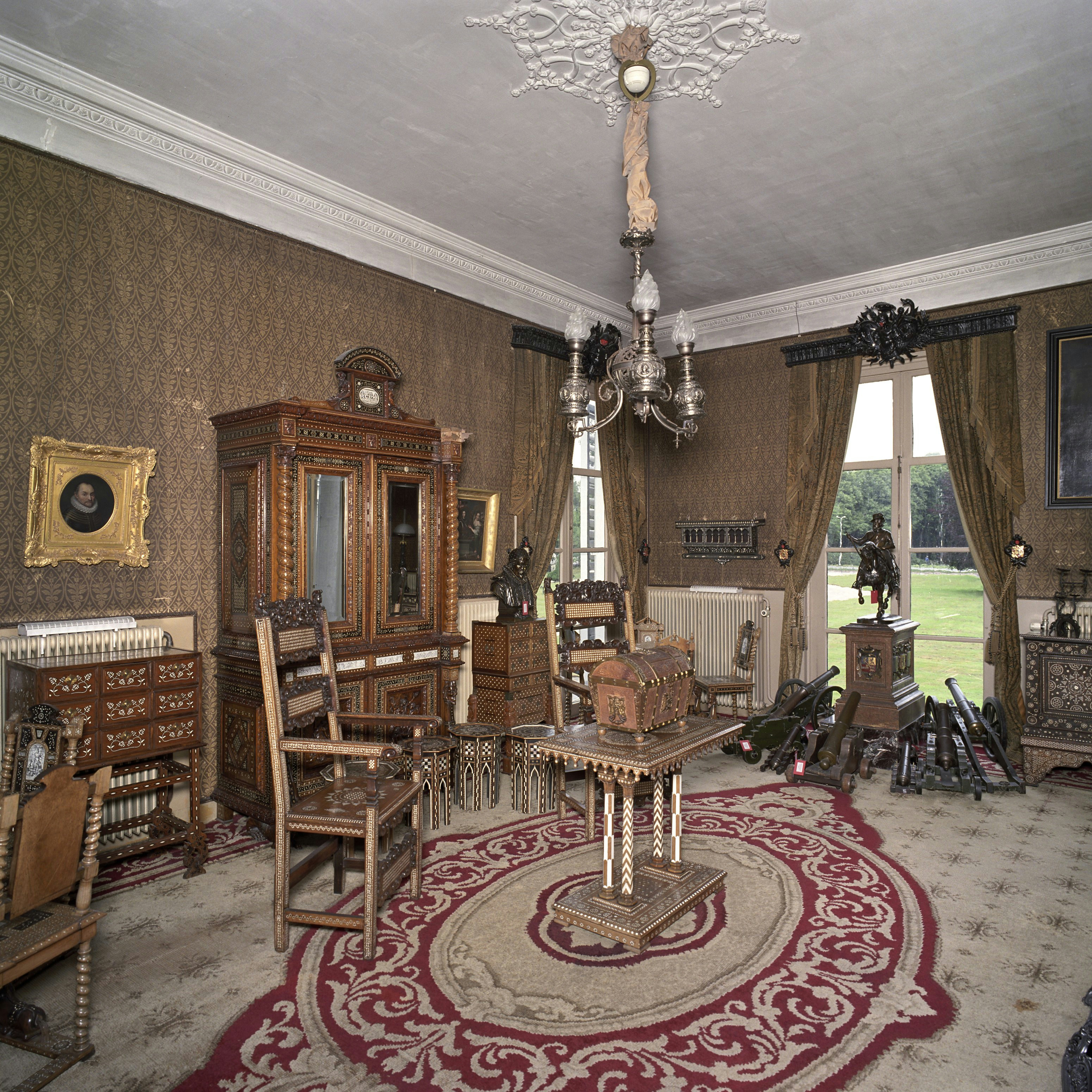
De Kanonnenkamer

Sinds het overlijden van Bernhard stond het paleis leeg. In oktober 2005 werd het paleis weer ter beschikking gesteld aan de eigenaar, de Staat. De Rijksgebouwendienst had toen het dagelijks beheer tot deze dienst een nieuwe gebruiker vond.
Op 24 april 2006 werd bekendgemaakt dat Paleis Soestdijk voor een periode van drie jaar zou worden opengesteld. In de daaropvolgende maanden werden het paleis en het park gereedgemaakt voor de openstelling. In een bosperceel van het park werden bomen gekapt voor de aanleg van 230 parkeerplaatsen. In de oranjerie kwam een horecavoorziening en de watertoren werd verbouwd tot museumwinkel. Deze museumwinkel werd later verplaatst naar de garderoberuimte in het paleis.
In het paleis kwam een expositie over de geschiedenis van het paleis en zijn bewoners. Deze was alleen met een rondleiding te bezoeken, en voerde door de staatsievertrekken van het paleis, die grotendeels oorspronkelijk ingericht waren. Verder waren er enkele privévertrekken van de laatste bewoners te zien, hoewel die reeds ontdaan waren van vrijwel alle privébezittingen. Tussen december 2006 en februari 2007 werden bewoners van Baarn en Soest als eerste uitgenodigd voor een rondleiding. Daarna was het paleis open voor iedereen. Kaarten voor de rondleiding waren via de website van het paleis te koop. Het park was te bezoeken na betaling aan de kassa. Op 10 oktober 2007 verwelkomde de stichting de 100.000e bezoeker. In 2009 besloot de regering dat de openstelling van het paleis met een jaar werd verlengd. Tot en met 2010 kwamen er in ruim vier jaar tijd meer dan 600.000 bezoekers.
Op 1 januari 2011 werd het paleis gesloten voor publiek, maar dat werd een maand later teruggedraaid toen bleek dat de vraag naar rondleidingen groot bleef. Besloten werd om het paleis per 1 maart weer open te stellen, eerst alleen op vrijdagen, zaterdagen en zondagen, vanaf 2012 vaker. Het paleis zou weer sluiten wanneer er een definitieve bestemming voor was gevonden.

### Verkoop aan MeyerBergman Erfgoed Groep
Eerder was er gepleit om in het paleis het Nationaal Historisch Museum te huisvesten. Ook zouden Paleis Soestdijk en het landgoed eromheen geschikt zijn voor culturele activiteiten en bijeenkomsten. In de zomer van 2011 en 2012 werd in en onder het water van de hofvijver van het paleis de opera Orfeo ed Euridice van Christoph Willibald Gluck uitgevoerd door het gezelschap De Utrechtse Spelen.
Op 8 juni 2017 maakte het Ministerie van Binnenlandse Zaken en Koninkrijksrelaties bekend dat het paleis en het bijbehorend landgoed voor 1,7 miljoen euro werd verkocht aan MeyerBergman Erfgoed Groep. Dit bedrag was een 'symbolisch bedrag', elke Nederlander vertegenwoordigend die voor een dubbeltje op de eerste rang wil zitten, aldus mede-eigenaar Maya Meijer-Bergmans. Het paleis en landgoed zouden een "proeftuin" moeten worden voor innovatie, waar instituten, bedrijven en starters zich aan een breed publiek zouden kunnen presenteren. Ook zouden er horecavoorzieningen, zoals een 120 kamers tellend hotel komen. Het bosgebied dat nu nog is afgesloten, zou open gaan voor recreanten. Op het terrein van de voormalige marechausseekazerne werd een appartementencomplex gepland en in de directe omgeving daarvan 98 woningen.
Het plan was dat het paleis vanaf 2020 grondig gerenoveerd en gerestaureerd zou worden, ook de bijgebouwen en het landgoed zouden worden aangepakt. De totale kosten werden geschat op meer dan 100 miljoen euro. De uitvoering van het plan werd in handen gegeven aan het consortium Made by Holland, een samenwerkingsverband van Meyer Bergman Investments, Beheer- en exploitatiemaatschappij Westergasfabriek, Adviesbureau Hylkema Consultants en Leeuwenpoort Ontwikkeling. Het idee waarop het hele plan dreef, was inkomsten genereren uit de verkoop van de te bouwen woningen. De plannen liepen spaak toen de provincie woningbouw in het Paardenbos, c.q. het Borrebos, verbood, op grond van de regels dat op oude bosgrond voor iedere gekapte boom een nieuwe geplant dient te worden. De MeyerBergman Erfgoed Groep wilde in het bos en op een aanpalend stuk terrein 6,1 hectare grond met woningen bebouwen.
In het voorjaar van 2020 werd er een compromis gesloten tussen de nieuwe paleiseigenaar, gemeente Baarn, provincie Utrecht en het Rijksvastgoedbedrijf om het project tot ontwikkeling weer vlot te kunnen trekken. Afgesproken werd dat er op het terrein van Paleis Soestdijk de helft minder woningen gebouwd zouden worden. Het nieuwe plan was om tien appartementengebouwen van vier lagen hoog te bouwen, met in totaal zeventig tot tachtig appartementen. Ze zouden gebouwd gaan worden op het terrein van de marechausseekazerne en iets ten noorden ervan. Het zou gaan om een oppervlakte van 3,8 hectare waarvan maximaal 1,2 hectare bebouwd zou worden. Minstens 1,6 hectare zou worden ingericht als natuurgebied. In ruil hiervoor zou de provincie Utrecht minder hoge eisen stellen aan natuurbehoud. Op 15 juli 2020 stemde de gemeenteraad van Baarn in met het voorontwerp-bestemmingsplan Landgoed Paleis Soestdijk. De provincie Utrecht gaf in december 2020 aan een restauratiesubsidie van vier miljoen euro te verlenen als de plannen daadwerkelijk doorgang zouden vinden. In september 2021 ging de gemeenteraad van Baarn in ruime meerderheid akkoord met de plannen tot het realiseren van een hotel en het bouwen van woningen op het landgoed en in de nabije omgeving.
Op 23 februari 2022 werd er door de gemeenteraad van de gemeente Baarn, na jarenlange discussies het definitieve bestemmingsplan met hotel, evenementenlocatie en woningen goedgekeurd. Tegenstanders van dit plan tekenden in april 2022 bezwaar aan bij de Raad van State. Hieronder waren de organisaties Natuurmonumenten, de Natuur, Milieu Federatie Utrecht, Het Utrechts Landschap, Behoud het Borrebos, Behoud de Eemvallei, Parel van Baarn, Werkgroep Roofvogels Nederland en particulieren.
Op 24 januari 2024 stelde de Raad van State de bezwaarmakers in het gelijk en zette een streep door het bestemmingsplan. Op 15 maart 2024 maakte de MeyerBergman Erfgoed Groep, bekend dat zij afzag van de nieuwbouwplannen in de nabijheid van het voormalige Paleis. Er zou wel een start worden gemaakt met de restauratie van het gebouw.
In november 2024 koos de eigenaar voor het opzetten van tijdelijke tentoonstellingen in het paleis, het organiseren van wandeltochten op het landgoed en het opvangen van asielzoekers op het voormalige marechausseekazerne terrein.

## Koningin Emmapark en bijgebouwen
De eerste aanleg van de tuin van Paleis Soestdijk was in 1689 door Maurits Post, van de structuren is niets over gebleven. Daniël Marot gaf de tuin daarna vorm, een houten tuinbank bij de vijver en enkele vazen zijn hiervan bewaard gebleven.
Het Engelse Bos ten zuidoosten van het paleis is een overblijfsel van de aanleg in vroege landschappelijke stijl van rond 1780 door J.D. Zocher sr. en jr. vanaf 1806. De aanleg in landschapstuin gebeurde in opdracht van koning Lodewijk Napoleon. Ten westen van het paleis is een grote slingervijver met eiland, een slingerende beek, een aanleg met gazons, boomgroepen en gebogen paden. Vlak achter het paleis ligt de grote vijver, terwijl de beek van de zuidzijde via een vijver naar het westen slingert, dieper het park in. Vanuit het paleis is een tuinhuisje te zien, met aan de zuidkant een witte gietijzeren brug.
Aan het gebogen lanenstelsel van het park groeien onder andere beuken en rododendrons. Noordwestelijk van de vijver ligt een weide met het Wilhelminachalet. Dit chalet uit 1892 werd gebruikt als speelhuis voor de jeugdige Wilhelmina. Noordelijk van het paleis staan de oranjerie en de oudste nog bestaande watertoren van Nederland. Deze werd rond 1680 gebouwd naar een ontwerp van 'fountainier' Willem Meesters en diende om de fonteinen te laten spuiten.
Aan de westkant van de slingervijver is een sportpaviljoen met zwembad en tennisbanen plus een speelhuisje. Er staan twee wachthuisjes, een sportgebouw, een ijskelder, drie jachthuisjes en een parkwachterswoning.
Door de ontstaansgeschiedenis van Paleis Soestdijk, het Baarnse Bos en de Eult is het park van cultuurhistorische waarde. Het park en de bijgebouwen zijn aangewezen als rijksmonumenten. Zie ook de lijst van rijksmonumenten bij Paleis Soestdijk.
Aan de overzijde van de Amsterdamsestraatweg is de Koningslaan die als een zichtlijn de gedenknaald toont. Tevens zijn aan deze kant van de weg de diensthuizen, boerderij en de stallen van het paleis te vinden.

## Royal Park Live
Sinds 2016 vormt Paleis Soestdijk het decor voor Royal Park Live, een jaarlijks muziekfestival in juli. Nationale en internationale artiesten treden op in de historische tuin, omgeven door foodtrucks en straattheater. Het evenement trekt duizenden bezoekers en draagt bij aan de culturele herbestemming van het paleis en zijn landgoed.

## In de media

### Documentaire
Filmmaker Frans Bromet heeft over de aankoop van Paleis Soestdijk door MeyerBergman Erfgoed Groep en de restauratie- en bouwplannen een documentaire samengesteld, die op 20 oktober 2022 bij de EO werd uitgezonden.

### Sinterklaas
In 2020 en 2021 was Paleis Soestdijk vanwege de coronacrisis het decor voor het Sinterklaasjournaal. De Sint kon in deze jaren tijdens zijn intocht geen rondrit maken door de stad, omdat er geen publiek bij kon zijn. Als alternatief nam hij hier beide jaren een defilé af met kinderen uit verschillende plaatsen in Nederland. Dit defilé werd van tevoren opgenomen om te voorkomen dat er publiek op af zou komen. Ook was beide jaren het Grote Pietenhuis hier te vinden.
In 2023 werd het paleis gebruikt als het kasteel van Sinterklaas in De Grote Sinterklaasfilm en de Strijd om Pakjesavond. Ook in de film voor 2024 dient Soestdijk als decor.

### Wie is de Mol? Finale 2023
Op 11 maart 2023 werd vanuit de voortuin van het paleis de ontknoping van het 23ste seizoen van Wie is de Mol? live uitgezonden. Dit was de eerste ontknoping na de coronapandemie waarbij publiek aanwezig kon zijn zonder uitnodiging. Van 2015 tot 2019 werd deze ontknoping uitgezonden vanuit het Vondelpark in Amsterdam, maar omdat er dat jaar heel veel fans naar de finale wilden komen, werd uitgeweken naar deze locatie.